# Highking Roberts
Highking Arthur Roberts (ur. 23 maja 1994 w Dangridze) – belizeński piłkarz (okazjonalnie również piłkarz plażowy) występujący na pozycji napastnika, reprezentant kraju, obecnie zawodnik Belmopan Bandits.

## Kariera klubowa
Roberts pochodzi z miasta Dangriga. Jako nastolatek występował w lokalnej drużynie juniorskiej o nazwie Blazin Heats. Karierę seniorską rozpoczynał w klubie Police United FC, z którym wywalczył mistrzostwo Belize (2012/2013 Closing). Następnie występował w drużynie San Martin FC w lokalnej lidze stołecznego miasta Belmopan o nazwie BFA 1st Division, w 2014 roku zostając jej królem strzelców. Niedługo potem trafił do Belmopan Bandits FC, z którym zdobył cztery mistrzostwa Belize (2014/2015 Opening, 2015/2016 Closing, 2016/2017 Opening, 2016/2017 Closing) i dwa wicemistrzostwa Belize (2014/2015 Closing, 2017/2018 Opening). Równolegle do kariery piłkarskiej ukończył studia technologiczne na University of Belize.
W 2017 roku wystąpił w barwach zespołu Valley Pride Commerciales w rozgrywkach Dangriga Mayor’s Cup, mistrzostwach miasta Dangriga. W styczniu 2018 został piłkarzem San Pedro Pirates FC, skąd po pół roku odszedł do klubu Wagiya FC ze swojej rodzinnej Dangrigi. Tam był czołowym napastnikiem ligi belizeńskiej, co w 2019 roku zaowocowało powrotem do krajowego potentata Belmopan Bandits FC. Wywalczył z nim wicemistrzostwo Belize (2019/2020 Opening).

## Kariera reprezentacyjna
W marcu 2013 Roberts został powołany do reprezentacji Belize U-20 na Igrzyska Ameryki Środkowej w San José. Rozegrał tam wszystkie trzy spotkania w pełnym wymiarze czasowym, a jego drużyna odpadła z męskiego turnieju piłkarskiego w fazie grupowej.
W sierpniu 2015 Roberts znalazł się w ogłoszonym przez Edmunda Pandy'ego Sr. składzie reprezentacji Belize U-23 na środkowoamerykańskie preeliminacje do Igrzysk Olimpijskich w Rio de Janeiro. Belizeńczycy przegrali obydwa spotkania i odpadli z dalszej rywalizacji.
W marcu 2018 Roberts w barwach reprezentacji Belize w piłce nożnej plażowej wziął udział w Copa Centroamericana. Na turnieju rozegranym w Salwadorze podopieczni Dennisa Serrano przegrali wszystkie trzy spotkania i zajęli czwarte, ostatnie miejsce.
We wrześniu 2014 Roberts został powołany przez selekcjonera Leroya Sherriera Lewisa do reprezentacji Belize na turniej Copa Centroamericana. Tam wystąpił jako rezerwowy tylko w jednym spotkaniu, 10 września w fazie grupowej z Salwadorem (0:2) i był to jego debiut w seniorskiej drużynie narodowej. Belizeńczycy nie zdołali wówczas wyjść z grupy. Premierowego gola w kadrze narodowej strzelił 30 sierpnia 2019 w zremisowanym 1:1 meczu towarzyskim z Saint Vincent i Grenadynami.